# Щуров, Николай Иванович
Николай Иванович Щуров (род. 18 мая 1947 года) — специалист в области энергосбережения на электрическом транспорте. Доктор технических наук, профессор. заведующий кафедрой электротехнических комплексов Новосибирского государственного технического университета.

## Биография
Николай Иванович Щуров родился 18 мая 1947 года в селе Нарым Томской области. В 1970 году окончил Новосибирский электротехнический институт (НЭТИ, ныне Новосибирский государственный технический университет) и был направлен по распределению на работу в управление городского электрического транспорта. Работал в управлении на должности инженера производственного технического отдела. В 1972 году вернулся на работу в НЭТИ на должность ассистента.
В 1972 году поступил учиться в целевую аспирантуру Московского энергетического института (МЭИ) на кафедру электрического транспорта. Руководителем его научных работ на кафедре был заслуженный деятель науки и техники, доктор технических наук, профессор, заведующий кафедрой, декан факультета электрификации и автоматизации промышленности и транспорта Ефремов Иван Семёнович. В 1976 году Николай Иванович защитил в МЭИ кандидатскую диссертацию на тему: «Исследование следящего рекуперативно-реостатного торможения электроподвижного состава постоянного тока».
С 1976 года вновь работал кафедре электрического транспорта Новосибирского электротехнического института последовательно на должностях от ассистента до заведующего кафедрой. С 1985 по 1992 год под его руководством кафедра работала с Московскими научно-исследовательскими институтами «ВНИИПИгидротрубопровод» и «ВНИПИтранспрогресс».
15 мая 2003 года защитил докторскую диссертацию на тему: «Методы и средства экономии и повышения эффективности использования энергии в системе городского электрического транспорта». Имеет ученое звание доктора технических наук. Под руководством профессора Николая Ивановича Щурова в институте было подготовлено и защищено восемь кандидатских диссертаций.
С 1986 года Николай Иванович Щуров работал заведующим кафедрой электрического транспорта (ныне электротехнических комплексов). Одновременно, с 2004 года является деканом электромеханического факультета (ныне факультет мехатроники и автоматизации). Профессор кафедры электротехнических комплексов (2005).

## Награды и звания
- Почетный работник высшей школы (2007).

## Труды
- Электрические нагрузки систем тягового электроснабжения : монография / В. И. Сопов, Н. И. Щуров. — Новосибирск : Изд-во НГТУ, 2017.
- Структурный синтез многофазных вентильных преобразователей : монография / С. А. Евдокимов, Н. И. Щуров. — : Новосибирск, изд-во НГТУ, 2010.
- Системы электроснабжения электрического транспорта на постоянном токе. В 2 ч. : учебник для вузов / В. И. Сопов, Н. И. Щуров. — Москва : Юрайт, 2017.
- Энергоэффективный тяговый привод городского безрельсового транспорта : [учеб. пособие] / М. В. Ярославцев, Н. И. Щуров, В. Н. Аносов ; Новосиб. гос. техн. ун-т. — Новосибирск : Изд-во НГТУ, 2017.
- Combined braking system for hybrid vehicle / A. V. Kulekina, P. A. Bakholdin, N. I. Shchurov // IOP Conference Series: Earth and Environmental Science. — 2017. — Vol. 87. — Art. 032020 (6 p.). — DOI: 10.1088/1755-1315/87/3/032020.